# A2 Racer 2
A2 Racer II is een computerspel, ontwikkeld door het Nederlandse softwarebedrijf Davilex.
In A2 Racer II moet men racen in de volgorde: door Amsterdam, snelweg Amsterdam - Den Haag, Den Haag, snelweg Den Haag - Rotterdam, Rotterdam, snelweg Rotterdam - Amsterdam en weer door Amsterdam, maar dan met meer politie.
Degene die gemiddeld gezien de hoogste standen heeft wint het spel. Men wordt in het spel gehinderd door een groot aantal andere verkeersgebruikers die kunnen zorgen voor botsingen. Ook de politie doet er alles aan om de speler staande te houden. De parcoursen door de steden zijn over het algemeen vrij lang. Door flitspalen omver te rijden kan men extra geld behalen voor ieder parcours. Ieder parcours wordt tweemaal gereden. Men kan schade aan de auto herstellen en de "turbo" opnieuw laden door in het parcours door een tankstation te rijden.

## Auto's
In het spel hebben de auto's een iets andere naam dan de werkelijke naam, dit om problemen met auteursrechten te voorkomen. Men kan onder andere racen met een Trabant (Brabant), Opel Astra (Opol Astro), Volkswagen New Beetle (Wolfswagen), BMW Z3 (BWM Z3.5), Porsche 911 (PARCHE 913), Mercedes CLK GTR (Mersedes SLK GTR) en een Lamborghini Diablo (Lambdaghini).